# سیارک ۲۶۴۲۶
سیارک ۲۶۴۲۶ (به انگلیسی: 26426 Koechl، نامگذاری:1999XB158)۲۶۴۲۶مین سیارک کشف شده‌است که در ۰۸ دسامبر ۱۹۹۹ کشف شد.